# Pierre Godart
 (novembre 2013).
Pierre Godart (1393-1438) était  un changeur à Bourges, associé de Jacques Cœur dans la première Compagnie du Levant.

## Biographie
Avec son frère Berthommier ou Barthélemy, Pierre Godart crée en 1430 une société à Bourges à laquelle se joindra Jacques Cœur.  

« en tout fait de marchandise et mesmement en fait du roi, de Monseigneur le Dauphin, et d'autres seigneurs, et en toutes choses dont ils peuvent faire leur profit »

Marchands de soie, commerçants, changeurs de monnaies et fournisseurs du Roi, ils s'allièrent également à Ravand le Danois. Ensemble, ils participeront au financement de la campagne de Jeanne d'Arc et à la création de la première Compagnie du Levant.
Une lettre de rémission du roi Charles VII, datée du 6 décembre 1429, confirme cette association et stipule que "Jacques Cœur, les frères Pierre et Berthommier Godart ainsi que Ravand le Danois ne soient plus molestés pour leurs contrefaçons commises, car cela fut pour la bonne cause". En effet, ils avaient affinés des pièces d'or à un taux illégal, mais ils purent continuer leur commerce sans être inquiétés et s'enrichirent par la même occasion.
Pierre Godart épousera  vers 1420 Jeanne de La Loë de Föecy, d'une grand famille du Berry dont il aura plusieurs enfants. Avec le dynamisme de Jacques Cœur, il dirigera ses vues vers le négoce international jusqu'à sa mort en 1438.
La société fondée par jacques Cœur et les frères Godart fut dissoute en 1439 après la mort de Pierre et Barthélémy Godart

## Sources
- Compte rendu des travaux de la Société du Berry à Paris, vol. 11, p. 161-162, 1864
- Henri de Grandmaison, L'Argentier du roi, éd. Fayard/Mazarine, 2006,  (ISBN 2863743767)
- Archives départementales du Cher à Bourges: fonds Girard de Villesaison, réf. 2F 252-10
- Bibliothèque de Bourges, fonds Paulin Riffe
- Bibliothèque nationale, département des manuscrits: "Jacques Cœur"
- Raynal Louis, Histoire du Berry, librairie Guénégaud, réédité en 1972
- Thaumas de La Thaumassière Gaspard, Histoire de Berry, 1689